# Ойген Отт (генерал-майор)
Не плутати з воєначальником!
Ойген Отт (нім. Eugen Ott; 8 квітня 1889, Роттенбург-ам-Неккар — 23 грудня 1977, Тутцінг) — німецький військовий і дипломатичний діяч, генерал-майор вермахту.

## Біографія
Син чиновника. З 1907 року служив в армії. У складі 26-ї піхотної дивізії під командуванням Вільгельма фон Ураха брав участь у Першій світовій війні на Східному фронті. З 1917 року служив в Генштабі. Після демобілізації армії, залишений в рейхсвер. В 1923-30 роках служив у відділі Т1 Військового управління Імперського військового міністерства. З лютого 1930 року — командир 3-го дивізіону 5-го артилерійського полку. У жовтні 1931 року призначений начальником відділу збройних сил військового міністерства. Відповідав за зв'язок з ветеранськими та воєнізованими організаціями, серед яких були СА і Сталевий шолом. Був ад'ютантом, найближчим співробітником і довіреною особою генерала Курта фон Шляйхера. Побічно причетний до відставки міністра рейхсверу Вільгельма Гренера. 1 грудня 1932 року за дорученням Шляйхера зустрічався з Адольфом Гітлером у Веймарі і запропонував йому місце віце-канцлера в кабінеті Шляйхера, але отримав категоричну відмову. В кінці січня 1933 року разом з генералами Фердинандом фон Бредовим і Куртом фон Гаммерштайн-Еквордом, а також статс-секретарем Імперської канцелярії Е. Планке звернувся до рейхспрезидента Пауля фон Гінденбурга з проханням не призначати Гітлера рейхсканцлером, а ввести надзвичайний стан і передати владу в руки армії.
1 червня 1933 року призначений спостерігачем від Німеччини при японській армії. З лютого 1934 року — військовий аташе при німецькому посольстві в Японії. У жовтні-листопаді 1936 року брав участь в переговорах, що завершилися підписанням Антикомінтернівського пакту між Німеччиною і Японією. З 28 квітня 1938 по 31 грудня 1942 року — посол Німеччини в Японії. У серпні 1938 року вступив в НСДАП. Звільнений з посади через скандал з арештом радянського розвідника Ріхарда Зорге, який з 1934 року входив в оточення Отта. Аналіз відносин Зорге з Оттом показав, що посол повністю довіряв Зорге, і той мав дозвіл на доступ до надсекретних кабелів зв'язку з Берліна в токійське посольство. Ця довіра було головною основою успіху Зорге.
До кінця Другої світової війни Отт залишався в Пекіні, як приватна особа. Його прохання про повернення на військову службу були відхилені. Після війни повернувся в ФРН.

## Звання
- Фанен-юнкер (1 жовтня 1907)
- Фенріх (16 червня 1908)
- Лейтенант без патенту (25 лютого 1909) — 24 березня 1909 року отримав патент від 25 лютого 1907 року.
- Оберлейтенант (24 грудня 1914)
- Гауптман (5 жовтня 1916)
- Майор (1 лютого 1928)
- Оберстлейтенант (1 квітня 1932)
- Оберст (1 червня 1934)
- Генерал-майор (1 жовтня 1937)

## Нагороди
- Залізний хрест 2-го і 1-го класу
- Орден «За заслуги» (Баварія) 4-го класу з мечами
- Орден «За військові заслуги» (Вюртемберг), лицарський хрест
- Ганзейський Хрест (Гамбург)
- Хрест «За військові заслуги» (Мекленбург-Шверін) 2-го класу
- Орден Фрідріха (Вюртемберг), лицарський хрест 1-го класу з мечами
- Почесний хрест ветерана війни з мечами
- Медаль «За вислугу років у Вермахті» 4-го, 3-го, 2-го і 1-го класу (25 років)
- Орден Вранішнього Сонця 1-го класу з квітами павловнії (Японська імперія)